# Rhaebo atelopoides
A Rhaebo atelopoides a kétéltűek (Amphibia) osztályába, a békák (Anura) rendjébe és a varangyfélék (Bufonidae) családjába tartozó faj. 2015-ig az azóta a Rhaebo fiatalabb szinonímájaként használt Andinophryne nembe tartozott Andinophryne atelopoides néven.
A fajt Kolumbia őserdeiben fedezték fel 1981-ben. Több mint kétezer méter magas hegyvidéken figyelték meg egy természetvédelmi terület őserdejében. Csak két ismert példánya van amelyeket az 1980-as években gyűjtöttek be. Azóta nem látták és nem tudják mekkora lehet a populáció. A fajt a kihalás szélére sodorhatja az illegális fakitermelés.